# Lista de prêmios e indicações recebidos por Michel Teló
Este anexo é uma lista dos prêmios e indicações recebidos por Michel Teló, um cantor, compositor e multi-instrumentista brasileiro. Em 2009 Teló lançou o seu primeiro álbum de estúdio em carreira solo, Balada Sertaneja.
Teló já recebeu 17 indicações e é vencedor de sete prêmios, todos eles em 2012. O cantor já recebeu vários prêmios notórios como Melhores do Movimento Country, Troféu Imprensa, Prêmio de Melhores do Ano, e um prêmio extra da Billboard Brasil por meior música do ano com Ai Se Eu Te Pego, que em 2012 recebeu dias indicações a prêmios internacionais.

## Capricho Awards
Capricho Awards um prêmio entregue anualmente pela revista Capricho que é especializada no público Teen. Em 2011 Michel foi indicado nas categorias "Hit do Ano" e "Cantor do Ano".
| Ano  | Prêmio          | Categoria     | Nomeação         | Resultado |
| ---- | --------------- | ------------- | ---------------- | --------- |
| 2011 | Capricho Awards | Cantor do Ano | Ele Mesmo        | Indicado  |
| 2011 | Capricho Awards | Canção do Ano | Ai Se Eu Te Pego | Indicado  |

## Billboard Latin Music Awards
Billboard Latin Music Awards  é uma premiação anual da música latina, feita pela revista Billboard.
| Ano  | Prêmio                       | Categoria                | Nomeação         | Resultado |
| ---- | ---------------------------- | ------------------------ | ---------------- | --------- |
| 2013 | Billboard Latin Music Awards | Novo Artista             | Michel Teló      | Indicado  |
| 2013 | Billboard Latin Music Awards | Artista em Redes Sociais | Michel Teló      | Indicado  |
| 2013 | Billboard Latin Music Awards | Artista Pop              | Michel Teló      | Indicado  |
| 2013 | Billboard Latin Music Awards | Música do Ano            | Ai Se eu te Pego | Venceu    |
| 2013 | Billboard Latin Music Awards | Música Pop               | Ai Se eu te Pego | Venceu    |
| 2013 | Billboard Latin Music Awards | Música Digital           | Ai Se eu te Pego | Indicado  |
| 2013 | Billboard Latin Music Awards | Música em Rádio          | Ai Se eu te Pego | Indicado  |

## Grammy Latino
Grammy Latino é o prêmio mais desejado da América Latina. Michel foi indicado em 2011 na categoria "Melhor Álbum Sertanejo" por Michel Teló - Ao Vivo.
| Ano  | Prêmio        | Categoria                        | Nomeação              | Resultado |
| ---- | ------------- | -------------------------------- | --------------------- | --------- |
| 2011 | Grammy Latino | Melhor Álbum Sertanejo           | Michel Teló - Ao Vivo | Indicado  |
| 2012 | Grammy Latino | Melhor Álbum Sertanejo           | Michel Na Balada      | Indicado  |
| 2012 | Grammy Latino | Melhor Música Brasileira         | Ai Se Eu Te Pego      | Indicado  |
| 2013 | Grammy Latino | Melhor Álbum Sertanejo           | Michel Teló - Sunset  | Indicado  |
| 2021 | Grammy Latino | Melhor Álbum de Música Sertaneja | Pra Ouvir no Fone     | Indicado  |

## Meus Prêmios Nick
Meus Prêmios Nick é o prêmio entregue anualmente pelo canal de TV Nickelodeon. No ano de 2011 foi indicado na categoria "Revelção Musical".
| Ano  | Prêmio            | Categoria         | Nomeação           | Resultado |
| ---- | ----------------- | ----------------- | ------------------ | --------- |
| 2011 | Meus Prêmios Nick | Revelação Musical | Ele Mesmo          | Indicado  |
| 2012 | Meus Prêmios Nick | Cantor do Ano     | Ele Mesmo          | Indicado  |
| 2012 | Meus Prêmios Nick | Canção do Ano     | "Ai Se Eu Te Pego" | Indicado  |

## Melhores do Movimento Country
"Melhores do Movimento Country" é o principal prêmio da música sertaneja brasileira. Em outubro Michel foi indicado ao "Melhores do Movimento Country" de 2011 a 4 categorias que são por "Melhor Cantor Solo", "Hit Do Ano" por Ai Se Te Pego, "Melhor CD" por Michel Teló - Ao Vivo e "Melhor Show".
| Ano  | Prêmio                        | Categoria          | Nomeação              | Resultado |
| ---- | ----------------------------- | ------------------ | --------------------- | --------- |
| 2011 | Melhores do Movimento Country | Melhor CD          | Michel Teló - Ao Vivo | Indicado  |
| 2011 | Melhores do Movimento Country | Hit do Ano         | Ai Se Eu Te Pego      | Venceu    |
| 2011 | Melhores do Movimento Country | Melhor Cantor Solo | Ele Mesmo             | Indicado  |
| 2011 | Melhores do Movimento Country | Melhor Show        | Ele Mesmo             | Indicado  |
| 2011 | Melhores do Movimento Country | Melhor Vídeo       | Vamo Mexê             | Venceu    |

## MTV Italian Music Awards
O MTV TRL Awards são um evento na Itália na MTV em que são celebrados artistas nacionais e internacionais. A cerimónia tem lugar em Março, Abril ou Maio de cada ano: alguns prêmios são votados na Internet, outros no Windows Live Messenger, outros com um SMS.
| Ano  | Prêmio     | Categoria       | Nomeação         | Resultado |
| ---- | ---------- | --------------- | ---------------- | --------- |
| 2012 | TRL Awards | Best Tormentone | Ai Se Eu Te Pego | Venceu    |

## The Nickelodeon Kids Choice Awards Argentina 2012
"The Nickelodeon Kids Choice Awards Argentina 2012" é um prêmio da emissora infantil a cabo Nickelodeon na argentina. Em outubro Michel foi indicado a "Canção Favorita (Canción Favorita)" de 2012
| Ano  | Prêmio                                            | Categoria                          | Nomeação         | Resultado |
| ---- | ------------------------------------------------- | ---------------------------------- | ---------------- | --------- |
| 2012 | The Nickelodeon Kids Choice Awards Argentina 2012 | Canção Favorita (Canción Favorita) | Ai Se Eu Te Pego | Indicado  |

## Prêmio Multishow de Música Brasileira
Prêmio Multishow de Música Brasileira é um prêmio entregue anualmente pelo canal de TV Multishow. Em 2011 Michel foi indicado a 4 categorias mais não levou nenhuma.
| Ano  | Prêmio                                | Categoria                | Nomeação         | Resultado |
| ---- | ------------------------------------- | ------------------------ | ---------------- | --------- |
| 2011 | Prêmio Multishow de Música Brasileira | Revelação Musical        | Ele Mesmo        | Indicado  |
| 2011 | Prêmio Multishow de Música Brasileira | Melhor Cantor            | Ele Mesmo        | Indicado  |
| 2011 | Prêmio Multishow de Música Brasileira | Melhor Artista Sertanejo | Ele Mesmo        | Indicado  |
| 2011 | Prêmio Multishow de Música Brasileira | Melhor Música            | Ai Se Eu Te Pego | Indicado  |

## Prêmio de Melhores do Ano
Melhores do Ano é um prêmio entregue anualmente pelo programa de TV da Rede Globo Domingão do Faustão. Michel em 2010 foi indicado na categoria "Revelação Musical".
| Ano  | Prêmio                    | Categoria         | Nomeação         | Resultado |
| ---- | ------------------------- | ----------------- | ---------------- | --------- |
| 2011 | Prêmio de Melhores do Ano | Revelação Musical | Ele Mesmo        | Indicado  |
| 2012 | Prêmio de Melhores do Ano | Cantor do Ano     | Ele Mesmo        | Indicado  |
| 2012 | Prêmio de Melhores do Ano | Música do Ano     | Ai Se Eu Te Pego | Venceu    |

## Prêmio Vagalume
Prêmio Vagalume é um prêmio entregue anualmente pelo site musical Vagalume. No ano de 2011 Michel foi indicado nas categorias "Site do Ano" e "Redes sociais".
| Ano  | Prêmio          | Categoria     | Nomeação  | Resultado |
| ---- | --------------- | ------------- | --------- | --------- |
| 2011 | Prêmio Vagalume | Melhor Site   | Ele Mesmo | Indicado  |
| 2011 | Prêmio Vagalume | Redes Sociais | Ele Mesmo | Indicado  |

## MundoWorld Music Awards
World Music Awards é um prêmio entregue anualmente desde 1989 é um dos premios mais importantes da música mundial,Teló teve uma indicação (ainda pendente) de Melhor Música de 2012 "World's Best Song" a premiação acontecerá em 2013
| Ano  | Prêmio             | Categoria                                          | Nomeação         | Resultado |
| ---- | ------------------ | -------------------------------------------------- | ---------------- | --------- |
| 2013 | World Music Awards | World's Best Song (Melhor Canção do Mundo em 2012) | Ai Se Eu Te Pego | Indicado  |

## Troféu Imprensa
O Troféu Imprensa é considerado o maior prêmio anual destinado aos maiores destaques da televisão e música brasileira em diversas categorias. Apresentado por Silvio Santos o prêmio acontece ao vivo em março sendo exibido pela SBT.
| Ano  | Prêmio          | Categoria     | Nomeação  | Resultado |
| ---- | --------------- | ------------- | --------- | --------- |
| 2012 | Troféu Imprensa | Melhor Cantor | Ele Mesmo | Indicado  |

## Outros prêmios e homenagens
Abaixo estão listados os prêmios e homenagens recebidos por Michel Teló nas cerimonias musicais.
| Ano  | Prêmio           | Categoria     | Nomeação         | Resultado |
| ---- | ---------------- | ------------- | ---------------- | --------- |
| 2011 | Billboard Brasil | Canção do Ano | Ai Se Eu Te Pego | Venceu    |